# Abdul Najeeb Qureshi
Abdul Najeeb Qureshi (né le 25 février 1988 à Hyderabad) est un athlète indien, spécialiste du sprint et du relais.

## Carrière

### Records
Son meilleur temps est de 10 s 30 obtenu le 6 octobre 2010 à New Delhi lors des Jeux du Commonwealth qui égale l'alors record national indien. Il bat également lors de ces Jeux le record national du relais 4 x 100 m en 38 s 89, en obtenant la médaille de bronze, toujours lors des Jeux du Commonwealth, avec comme premier relayeur Rahamatulla Molla et Shameer Mon. Lors des Jeux asiatiques de 2010, il manque dans un premier temps, la médaille de bronze, pour 1/100e de seconde, avec un temps initial de 39 s 10, mais ce résultat est ensuite annulé par la disqualification de Suresh Sathya, un des autres relayeurs indiens.